# CA Estudiantes (Santiago del Estero)
Club Atlético Estudiantes de Santiago del Estero – argentyński klub piłkarski z siedzibą w mieście Santiago del Estero leżącym w prowincji Santiago del Estero.

## Osiągnięcia
- Udział w mistrzostwach Argentyny Nacional: 1982
- Mistrz ligi prowincjonalnej Liga Santiagueña de Fútbol (9): 1942, 1944, 1949, 1951, 1952, 1973, 1977, 1980, 1981

## Historia
Klub założony został 12 czerwca 1912 roku i gra obecnie w lidze prowincjonalnej Liga Santiagueña de Fútbol.